# Classe K (sous-marin soviétique)
Pour les articles homonymes, voir classe K.
La classe K est une classe de sous-marins de la Marine soviétique et étaient les plus grands construits pour la marine soviétique à l'époque de la Seconde Guerre mondiale.

## Conception
Ce modèle a été approuvé en 1936 en tant que "sous-marin croiseur" à long rayon d'action avec un armement lourd de torpilles et de canons. Les sous-marins pouvaient fonctionner comme "sous-marin de flotte" travaillant avec la flotte de bataille ou comme raiders commerciaux à longue portée.
Ils étaient une version considérablement améliorée de la classe Pravda et ont surmonté la plupart de leurs défauts. La double coque était divisée en sept compartiments. Il était initialement prévu de transporter un petit hydravion à flotteurs pour le repérage, mais ce concept fut abandonné lorsque l'avion prévu s'avéra trop fragile.
Les historiens Yakubov et Worth affirment que ce sont les sous-marins soviétiques les plus performants de l'époque de la Seconde Guerre mondiale, avec une vitesse élevée et une bonne tenue en mer. Cette classe de sous-marins possédait de meilleurs systèmes de ventilation et de climatisation que toute autre classe de sous-marins soviétiques de la Seconde Guerre mondiale. Ils disposaient de commodités telles qu'une couchette pour chaque marin, de petites cabines pour chaque officier, de douches, de chauffages électriques (cette classe était conçue pour fonctionner principalement dans l'Arctique) et d'une cuisine électrique. La coque offrait des logements spacieux. Le temps de plongée était de 60 secondes. Les constructeurs navals américains inspectèrent le K-21 en 1944, et pensèrent que sa conception était artisanale mais techniquement inférieure aux sous-marins américains contemporains tels que les sous-marins de la classe Gato.
Une conception améliorée, la classe KU, qui devait être de construction soudée, était en projet en 1941. 24 sous-marins KU étaient prévus, mais aucun n'a été mis en chantier.

## Caractéristiques

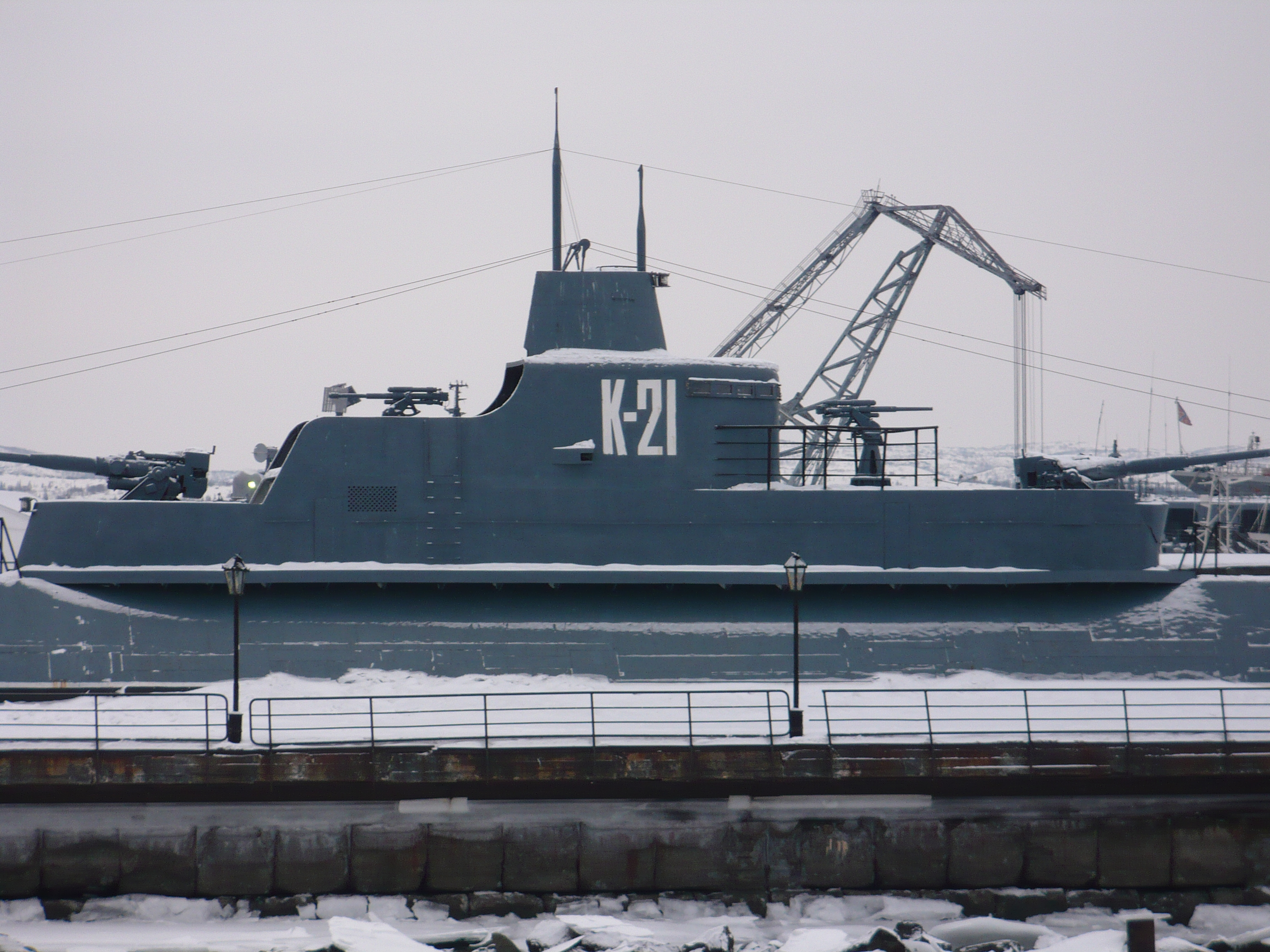
Le kiosque du K-21 exposée à Mourmansk ; notez les deux pièces de 100 mm (aux deux extrémités) et les petits canons antiaériens de 45 mm

La classe K était une version améliorée et corrigée des précédents sous-marins de la classe Pravda de 1936-1937, jugés infructueux et affectés par de graves problèmes techniques qui ont imposé un remaniement total de leur conception. Comme leurs prédécesseurs, les sous-marins de la classe K étaient de grands "sous-marins de croisière", équipés d'une artillerie puissante (devant être des unités sous-marines) et suffisamment rapides et autonomes pour opérer à côté des navires de surface de la flotte ; les sous-marins de la classe K étaient les plus grands sous-marins produits dans les chantiers navals soviétiques pendant la période précédant la Seconde Guerre mondiale.
Les classes K avaient une coque de 97,7 mètres de long et 7,4 mètres de large, avec un tirant d'eau de 4,51 mètres; le déplacement avec le sous-marin en surface était d'environ 1 503 tonnes, qui est passé à 2 128 avec le sous-marin en immersion. La profondeur opérationnelle maximale était de 70 mètres ; l'équipage se composait de 65 officiers et marins,.
Le système de propulsion était basé sur deux moteurs diesel de 8 400 cv pour la navigation de surface et deux moteurs électriques de 2 400 ch pour la navigation sous-marine ; la vitesse maximale a atteint un pic de 22,5 nœuds avec le sous-marin en surface, alors qu'elle descend à 10 nœuds avec le sous-marin en immersion. Le Rayon d’action était d'environ 15 000 milles nautiques à 9 nœuds de vitesse en surface, et de 160 milles à 3 nœuds en immersion,.
L'armement d'artillerie de la classe K comprenait deux canons antinavires de 100 mm, placés à la proue et à la poupe de la massive tour de commandement centrale (kiosque); pour la défense antiaérienne, il y avait également deux canons de 45 mm. L'armement des torpilles concernait huit tubes lance-torpilles de 533 mm avec 22 torpilles de rechange ; il a également été possible d'embarquer et de larguer 20 mines navales,.

## Les sous-marins de classe K
Les douze sous-marins ont été construits par les chantiers Marti et Ordzhinikidze à  Leningrad, sur la mer Baltique, pour la Flotte du Nord. Les K-1 à K-23 ont été transférés avant l'invasion allemande, et les K-51 à K-56 ont été piégés à Leningrad pendant le blocus ; ils ont été achevés après la guerre et transférés dans l'Arctique
| Nome | Quille posée     | Lancé            | Mis en service    | Destin |
| ---- | ---------------- | ---------------- | ----------------- | --- |
| K-1  | 27 décembre 1936 | 4 mai 1938       | 26 mai 1940       | affecté à la Flotte du Nord; a disparu entre septembre et octobre 1943 dans la mer de Kara sans laisser de traces, aurait coulé après avoir pénétré dans l'un des champs de mines déposés par les Allemands au cours de l'opération Wunderland l'année précédente |
| K-2  | 27 décembre 1936 | 4 mai 1938       | 26 mai 1940       | affecté à la Flotte du Nord; coulé le 9 septembre 1943 à l'embouchure du Tanafjord en Norvège à cause d'un impact avec une mine,. |
| K-3  | 27 décembre 1936 | 1938             | 19 décembre 1940  | affecté à la flotte du Nord ; coulé le 21 mars 1943 au large de Båtsfjord en Norvège pour l'action de chasseurs de sous-marins allemands "UJ 1102", "UJ 1106" et "UJ 1111" après une attaque manquée sur un convoi,                                               |
| K-21 | 10 décembre 1937 | 16 août 1939     | 3 février 1941    | affecté à la flotte du Nord ; converti en unité de formation en 1959, il est conservé comme navire-musée à Mourmansk depuis 1982. |
| K-22 | 5 janvier 1938   | 3 novembre 1938  | 7 août 1940       | affecté à la flotte du Nord ; coulé le 7 février 1943 devant Kongsfjord en Norvège à cause d'un impact avec une mine allemande, |
| K-23 | 5 février 1938   | 28 avril 1939    | 25 octobre 1940   | affecté à la flotte du Nord ; coulé le 12 mai 1942 au large de Cap Nordkinn en Norvège pour l'action des chasseurs de sous-marins allemands UJ 1101, UJ 1108 et UJ 1110 après une attaque manquée sur un convoi,                                                  |
| K-51 | 26 février 1938  | 30 luglio 1939   | 17 settembre 1941 | affecté à la flotte de la Baltique ; radié du service le 13 mars 1975 et envoyé à la démolition |
| K-52 | 26 février 1938  | 5 décembre 1939  | 11 octobre 1942   | affecté à la flotte de la Baltique ; a été démantelé le 20 mars 1978 et a commencé la démolition |
| K-53 | 30 mars 1938     | 2 septembre 1939 | 31 août 1943      | affecté à la flotte de la Baltique ; démantelé le 11 février 1960 et envoyé à la casse |
| K-54 | 30 avril 1937    | 8 mars 1941      | jamais terminé    | la coque incomplète a été démolie à Leningrad en 1949. |
| K-55 | 29 avril 1937    | 7 février 1941   | 25 décembre 1944  | affecté à la flotte de la Baltique ; licencié le 11 septembre 1954 et envoyé à la casse |
| K-56 | 17 octobre 1937  | 29 décembre 1940 | 25 novembre 1942  | affecté à la flotte de la Baltique ; licencié le 30 décembre 1956 et envoyé à la casse |